# Elvira Espejo Ayca

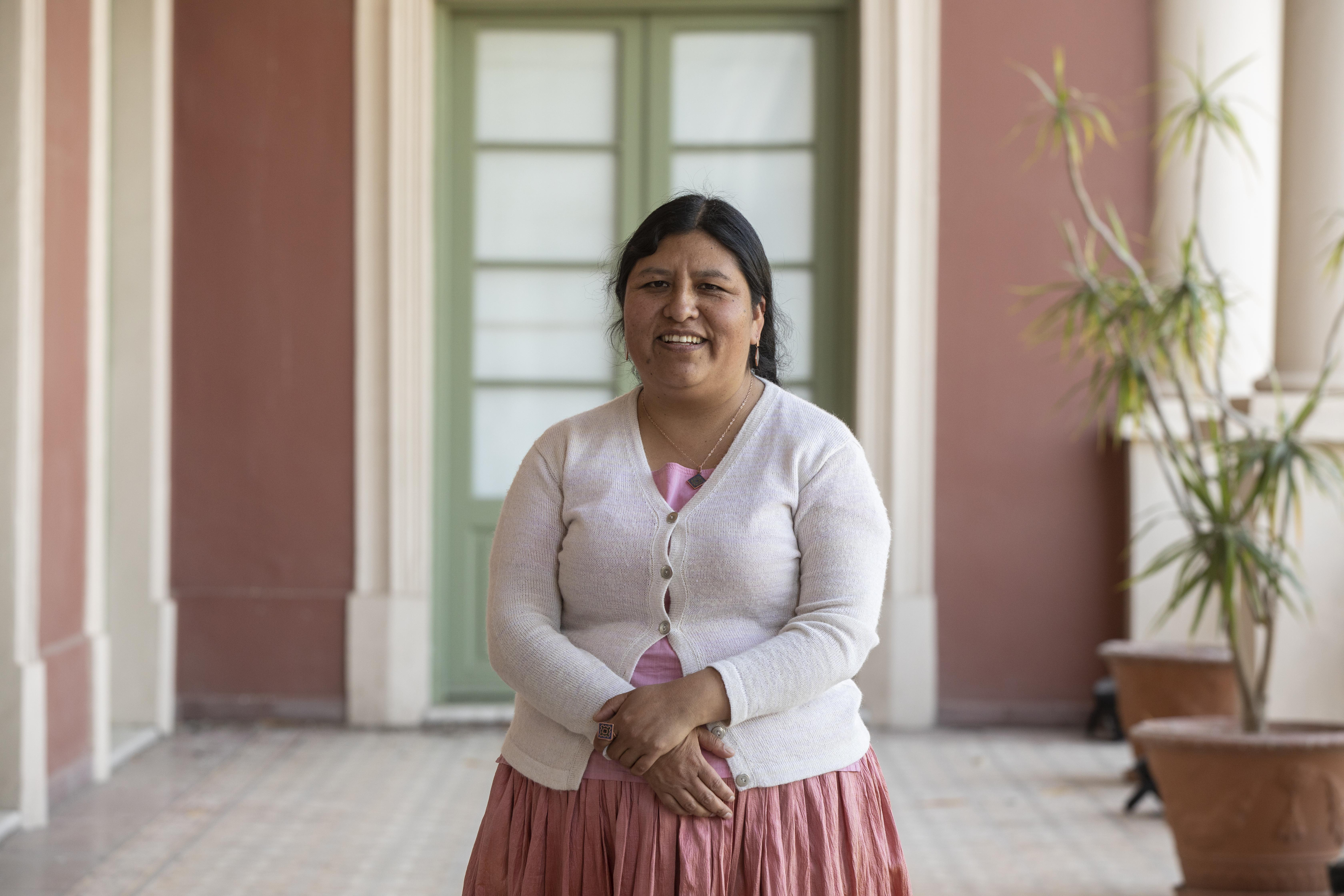
Elvira Espejo Ayca

Elvira Espejo Ayca (* 1981 in Qaqachaka, Provinz Eduardo Avaroa, Departamento Oruro) ist eine indigene bolivianische Weberin, Textilkünstlerin, Kunstwissenschaftlerin, Dichterin, Essayistin und Musikerin.

## Leben
Elvira Espejo Ayca wuchs als Tochter einer Aymara-Mutter und eines Quechua-Vaters in der Gemeinde Qaqachaka auf, die an der Sprachgrenze des Aymara zum Quechua liegt, und lernte als Kind sowohl Aymara als auch Quechua. Ihre Mutter war ebenso wie ihre Großmutter und Urgroßmutter Weberin, und so erlernte auch Elvira mit sechs Jahren in ihrer Familie dieses Textilhandwerk in seiner traditionellen andinen Form. In der Provinzhauptstadt Challapata ging sie an die Sekundarschule, wo sie ein Interesse für Malerei entwickelte. Gegen den Willen ihrer Eltern ging sie 2004 nach La Paz und studierte dort Kunstwissenschaft an der Academia Nacional de Bellas Artes Hernando Siles. Sie lehrte im Rahmen eines Projekts auch „nicht geschriebene Sprachen der Anden“. In Aymara und Quechua verfasst Elvira Espejo Ayca Lyrik, die sie auch selber ins Spanische überträgt. 2006 debütierte sie mit „Phaqar kirki“ (Gesang an die Blumen), einem Aymara-Gedichtzyklus, mit dem sie 2007 am VI. Weltfestival der Poesie in Caracas, Venezuela, teilnahm. Mit dem bolivianischen Musiker Álvaro Montenegro kooperierte sie, um traditionelle Lieder und Stücke aufzunehmen. Sie beteiligte sich an einer Ausstellung, die in Deutschland, Spanien und Bolivien gezeigt wurde, und sie wurde ins Direktorium des Instituts der Aymara-Sprache und Kultur (Instituto de Lengua y Cultura Aymara, ILCA) aufgenommen.
2013 wurde sie zur Direktorin des Nationalmuseums für Ethnographie und Folklore (Museo Nacional de Etnografía y Folklore) in La Paz ernannt. Mitten in laufenden Projekten endete für sie diese Arbeit jäh, als im Juni 2020 die Putschregierung unter Jeanine Áñez sie trotz Protesten aus dem In- und Ausland aus diesem Amt entfernte. Im August 2020 wurde sie dennoch als eine von drei Kulturschaffenden – mit ihr waren dies Ian McEwan und Zukiswa Wanner – als „wahre Brückenbauerin“ mit der deutschen Goethe-Medaille ausgezeichnet.
Im März 2021, acht Monate nach ihrer Entlassung und als es mit Luis Arce wieder einen gewählten Präsidenten Boliviens gab, wurde Elvira Espejo wieder in ihr Amt als Museumsdirektorin eingesetzt.

## Werke
- 2006: Sawutuq parla
- 2006: Phaqar kirki – T’ikha takiy takiy – Canto a las Flores
- 2007: Hilos sueltos: Los Andes desde el textil
- 2010: Ciencia de las Mujeres
- 2012: Ciencia de Tejer en los Andes: Estructuras y técnicas de faz de urdimbre
- 2013: El Textil Tridimensional: El Tejido como Objeto y como Sujeto
- 2018: Kaypi jaqhaypi – Por aquí, por allá
- 2022: Hier und dort & Andines Liederbündel

### Mit anderen
- Elvira Espejo Ayca, Denise Y. Arnold, Freddy Maidana (2013): Tejiendo la vida. La Colección Textil del Museo Nacional de Etnografía y Folklore, según la cadena productiva. Museo Nacional de Etnografía y Folklore, Fundación Cultural del Banco Central de Bolivia, La Paz 2013.
- Elvira Espejo Ayca, Denise Y. Arnold (2006): On Drinking Cups and Constellations: Some Relations Between Aymara Astronomical and Textual Practices in Qaqachaka ayllu (Bolivia). Journal of Latin American Cultural Studies 15 (2), S. 183–213.
- Elvira Espejo Ayca, Denise Y. Arnold (2009): A Comparison of War Iconography in the Archaeological Textiles of Paracas-Topará (in Southern Peru) and in the Weavings of Ayllu Qaqachaka (Bolivia) today. Textile: The Journal of Cloth and Culture 7 (3), S. 272–295.
- Elvira Espejo Ayca, Denise Y. Arnold (2015): The Andean Science of Weaving Structures and Techniques of Warp-faced Weaves Thames & Huson. London 2015.